# 松浦寿幸
松浦 寿幸（まつうら としゆき、1974年 - ）は、日本の経済学者。慶應義塾大学教授。専門分野は国際貿易論、産業組織論。

## 来歴・人物
1974年に奈良県に生まれる。1998年に慶應義塾大学総合政策学部を卒業し、2003年に同大学院商学研究科博士課程を単位取得退学する。2006年に博士学位（商学）を取得する。2003年から2007年まで経済産業研究所において研究スタッフ・研究員として勤務し、2007年に一橋大学経済研究所に講師として着任する。2009年に慶應義塾大学産業研究所に講師として移籍し、2014年に同准教授に昇任する。現在まで、アジア経済研究所、ルーヴェン・カトリック大学、ニース大学、社会科学高等研究院で客員研究員、客員教授等のポストに就いている。
2018年に日本国際経済学会第8回特定領域研究奨励賞（小田賞）を受賞。所属学会は日本国際経済学会、日本経済学会、アメリカ経済学会。

## 研究
専門分野は国際貿易論、直接投資、産業組織論で、特にグローバル化が企業行動に与える影響を実証的に検証している。例えば、日本への対内直接投資が雇用喪失・創出に与える影響の実証分析や、日本から海外への直接投資が日本国内の雇用や国際分業体制に与える影響の実証分析などを行ってきている。慶應義塾大学経済学部でゼミ（研究会）を担当しており、そこでの研究課題は「グローバル化社会における都市とイノベーションに関する実証研究」である。

## 著書

### 単書
- 『Stataによるデータ分析入門―経済分析の基礎からパネル・データ分析まで』（東京図書, 2010年）ISBN 978-4-489-02218-0
- 『独習！ビジネス統計』（東京図書, 2012年）ISBN 978-4-489-02130-5
- 『海外直接投資の理論・実証研究の新潮流』（三菱経済研究所, 2015年）ISBN 978-4-943852-55-1

### 共著
- （木村福成・大久保敏弘・安藤光代・早川和伸）『東アジア生産ネットワークと経済統合 (慶應義塾大学東アジア研究所叢書)』（2016年、慶應義塾大学出版会）ISBN 476642333X